# Prosopocera marmorata
Prosopocera marmorata är en skalbaggsart som beskrevs av Charles Joseph Gahan 1898. Prosopocera marmorata ingår i släktet Prosopocera och familjen långhorningar.
Artens utbredningsområde är Kenya. Inga underarter finns listade i Catalogue of Life.